# Flamenco pa tós
Flamenco pa tós es un festival de música organizado por la Fundación Gomaespuma cuyo objetivo es la difusión del flamenco y se celebra cada año durante cuatro días en Madrid. Los beneficios van destinados a causas humanitarias como ayudar a niños necesitados en Managua.

## Historia
Su historia se remonta al año 2000. Fue la segunda iniciativa cultural de Gomaespuma, después del Festival de cine asiático. En las distintas ediciones se han ido consolidando y cambiando de objetivos. Desde la cuarta edición su duración se amplió de 3 a 4 días. A partir de la sexta edición se ha querido acercar el flamenco a los niños, para ello se les enseña con Silvia Marín.
Por sus escenarios han pasado artistas como Pepe Habichuela, María Pagés, Carmen Linares, Miguel Poveda, Enrique de Melchor, Alicia Gil, Serranito, Niño Josele, Farruquito, Mayte Martín, José Mercé o "Moraíto", con dirección artística de Juan Verdú. Aparte de los artistas, el dúo Gomaespuma participa en él como presentadores.
Se ha reconocido la importancia y calidad de este festival con el Premio Nacional de Flamenco en los años 2004 y 2005.